# 真城村
真城村（しんじょうむら）は、昭和29年（1954年）まで岩手県胆沢郡にあった村。現在の奥州市水沢真城および水沢真城が丘にあたる。

## 地理
- 河川：北上川

## 沿革
- 明治8年（1875年）10月17日 - 水沢県による村落統合にともない、須江村・堤尻村・上姉体村が合併して秋成村に、瀬台野村・安土呂井村・四丑村・茄子川村が合併して常盤村になる。
- 明治22年（1889年）4月1日 - 町村制施行にともない、中野村と常盤村のうち旧瀬台野村域および秋成村のうち旧須江・堤尻村域が合併して真城村が発足。村名は真城寺に由来。
- 昭和29年（1954年）4月1日 - 水沢町・姉体村・佐倉河村および江刺郡黒石村・羽田村と合併し、水沢市となる。

## 行政
- 歴代村長

| 代 | 氏名         | 就任                      | 退任                       | 備考                        |
| -- | ------------ | ------------------------- | -------------------------- | --------------------------- |
| 1  | 鈴木一郎     | 明治22年（1889年）5月28日 | 明治24年（1891年）2月10日  |                             |
| 2  | 鈴木作善     | 明治24年（1891年）2月28日 | 明治28年（1895年）5月30日  |                             |
| 3  | 鈴木椿平     | 明治28年（1895年）6月13日 | 明治29年（1896年）2月15日  |                             |
| 4  | 千葉市右ェ門 | 明治29年（1896年）2月21日 | 明治34年（1901年）3月7日   |                             |
| 5  | 那須川辰五郎 | 明治34年（1901年）3月30日 | 明治35年（1902年）3月8日   |                             |
| 6  | 石川一郎     | 明治35年（1902年）3月13日 | 明治40年（1907年）1月13日  |                             |
| 7  | 三宮亥栄     | 明治40年（1907年）1月25日 | 明治44年（1911年）1月20日  |                             |
| 8  | 鈴木貞作     | 明治44年（1911年）1月27日 | 大正5年（1916年）6月30日   |                             |
| 9  | 及川豊治     | 大正5年（1916年）7月19日  | 大正13年（1924年）9月21日  |                             |
| 10 | 鈴木寿一     | 大正13年（1924年）10月6日 | 昭和10年（1935年）2月28日  | 昭和10年（1935年）2月27日没 |
| 11 | 鈴木義隆     | 昭和10年（1935年）3月15日 | 昭和21年（1946年）         |                             |
| 12 | 高橋三太     | 昭和22年（1947年）4月7日  | 昭和29年（1954年）12月31日 |                             |

## 交通

### 鉄道
- 国鉄東北本線：陸中折居駅

### 道路
- 一級国道 国道4号

## 教育
- 真城村立真城小学校 - のち合併で水沢市立真城小学校。現奥州市立真城小学校。
- 真城村立真城中学校 - のち合併で水沢市立真城中学校。統合で水沢市立南中学校を経て、現奥州市立水沢南中学校。